# Politbureau 1919
Hieronder de samenstelling van het eerste Politbureau van het Centraal Comité van de Communistische Partij van de Sovjet-Unie in 1919
Nadat de rol en positie eerste Politbureau (1917) enigszins onduidelijk was geworden werd dit tweede, afgeslankte Politbureau gekozen met als opdracht om de richting van de Communistische Partij van de Sovjet-Unie te bepalen.
| Afbeelding | persoon            |
|            | Vladimir Lenin     |
|            | Jozef Stalin       |
|            | Leo Trotski        |
|            | Nikolaj Krestinski |
|            | Lev Kamenev        |

## Bron
- (en)  Leadership of the Communist Party of the Soviet Union (CPSU, 1917-1991)